# O'Connell Street
O'Connell Street (irsk: Sráid Uí Chonaill) er en gade i Dublin centrum i Irland, der løber fra floden Liffey i syd ved O'Connell Bridge til Parnell Street i nord. Omtrent midtvejs løber handelsgaden Henry Street på tværs. Udover vej og fortov, så er løber Luas Green Line-sporvognslinje også på gaden. O'Connell Street er omkring 600 m lang og 46 m bred.
I 1600-tallet var det en smal gade, der var kendt som Drogheda Street, navngivet efter Henry Moore, 1. jarl af Drogheda. Den blev gjort bredere i 1700-tallet som følge af Wide Streets Commission, og den blev omdøbt til Sackville Street (Sráid Saicfil) efter Lionel Sackville, 1. hertug af Dorset. I 1924 blev den igen omdøbt til ære for den nationalistiske leder Daniel O'Connell. Der er opstillet en statue udført af John Henry Foley af O'Connell i den sydlige ende af gaden ved O'Connell Bridge.
Gaden har spillet en vigtig rolle i Irlands historie og den har flere vigtige monumenter, inklusive statuer af O'Connell og fagforeningslederen James Larkin, samt Spire of Dublin. Den blev brugt til sammenkomster i forbindelse med Dublin lock-out i 1913, Påskeopstanden 1916, den irske borgerkrig i 1922, ødelæggelsen af Nelson's Pillar i 1966 og oprørerne i Dublin i 2006. I slutningen af 1900-tallet begyndte en omfattende plan om at gendanne gaden til det udseende den havde i begyndelsen af 1800-tallet.